# Finale della Coppa CERS 1983-1984
La finale della 4ª edizione della Coppa CERS fu disputata in gara d'andata e ritorno tra i portoghesi dello Sporting CP e gli italiani del Novara. Con il punteggio complessivo di 12 a 7 fu lo Sporting CP ad aggiudicarsi per la prima volta nella storia il trofeo.

## Le squadre
| Squadre     | Partecipazioni precedenti (il grassetto indica la vittoria) |
| ----------- | ----------------------------------------------------------- |
| Novara      | Nessuna                                                     |
| Sporting CP | Nessuna                                                     |

## Il cammino verso la finale
Il Novara si qualificò alla finale con i seguenti risultati:
- Primo turno: eliminato il Sanjoanense (sconfitta per 5-2 all'andata e vittoria per 8-1 al ritorno);
- Quarti di finale: eliminato il Thunerstern (pareggio per 2-2 all'andata e vittoria per 15-2 al ritorno);
- Semifinale: eliminato il Darmstadt (vittoria per 7-5 all'andata e per 10-4 al ritorno).

Lo Sporting CP si qualificò alla finale con i seguenti risultati:
- Primo turno: eliminato il Noia (vittoria per 5-0 all'andata e per 4-1 al ritorno);
- Quarti di finale: eliminato il Gujan-Mestras (vittoria per 33-1 all'andata e per 23-4 al ritorno);
- Semifinale: eliminato il Voltregà (vittoria per 10-9 all'andata e per 6-3 al ritorno).

## Tabellini

### Andata
| Novara 30 giugno 1984 | Novara | 4 – 1 | Sporting CP | Palazzo dello sport |

### Ritorno
| Lisbona 8 luglio 1984 | Sporting CP | 11 – 3 | Novara |  |